# Polyommatus semicandiope
Polyommatus semicandiope är en fjärilsart som beskrevs av Tutt 1910. Polyommatus semicandiope ingår i släktet Polyommatus och familjen juvelvingar. Inga underarter finns listade i Catalogue of Life.